# Верхние Арти
Ве́рхние Арти́ — деревня в Артинском городском округе Свердловской области. Управляется Поташкинским сельским советом.

## География
Населённый пункт расположен преимущественно на левом берегу реки Артя в 22 километрах на юго-восток от посёлка Арти — административного центра округа. Расстояние до Екатеринбурга — 129 километров.

### Часовой пояс
Верхние Арти, как и вся Свердловская область, находится в часовой зоне МСК+2. Смещение применяемого времени относительно UTC составляет +5:00.

## История
Деревня Верхние Арти была основана в 1842 году. Появление деревни связано со строительством железоделательного завода (как дополнительного цеха Артинского завода). Ещё одно название деревни — Заводчик.

## Население
| 2002 | 2010 | 2021 |
| ---- | ---- | ---- |
| 0    | ↗8   | ↗11  |

## Инфраструктура
В деревне расположена всего одна улица: Дачная.